# Josef Mařatka

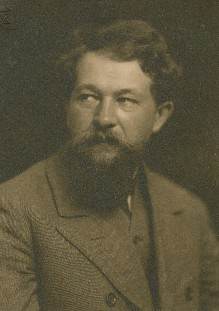
Josef Mařatka

Josef Mařatka (geboren 25. Mai 1874 in Prag; gestorben 20. April 1937 ebenda) war ein tschechischer Bildhauer.

## Biografie
Mařatka studierte von 1889 bis 1896 an der Akademie für Kunst, Architektur und Design Prag bei Celda Klouček, Paläontologie und Bildhauerei. Anschließend besuchte er bis 1899 die Akademie der Bildenden Künste Prag, wo er bei Josef Václav Myslbek studierte. Im folgenden Jahr erhielt Mařatka ein Stipendium von Josef Hlávka und ging nach Paris, wo er für kurze Zeit in den Studios von Auguste Rodin arbeitete. Seine erste Ausstellung fand 1902 in Prag statt. Er verbrachte drei Jahre in der Werkstatt Rodins und arbeitete mit ihm an einem Denkmal für Alberto Santos-Dumont in Buenos Aires.
Er fertigte Statuen für das Foyer des Neuen Rathauses von Prag. 1903 organisierte er eine Rodin-Ausstellung und 1909 eine Ausstellung von Antoine Bourdelle, die einen großen Einfluss auf die Bildhauerei in Tschechien hatte. 1912 war er auf einer Studienreise nach Italien. Mařatka reagierte zunächst auf die Einflüsse des Expressionismus, bezog aber auch Elemente des Symbolismus und Jugendstil ein. Sein wichtigstes Werk dieser Zeit ist Opuštěná Ariadna (Verlassene Ariadne) (1903). Danach wurde er von Antoine Bourdelle stark beeinflusst.
Während des Militärdiensts im Ersten Weltkrieg machte er mehrere Porträts von Generälen. Nach dem Krieg kehrte er zu den Stilen zurück, die er bei Myslbek gelernt hatte, indem er den Neoklassizismus mit frühem sozialistischen Realismus verband; z. B. Praha svým vítězným synům (Prag seinen siegreichen Söhnen) beim Emmauskloster. Das Denkmal wurde während der Nazi-Besatzung zerstört und 1998 wieder aufgebaut.
Ab 1920 war er Professor an der Akademie für Kunst, Architektur und Design Prag. Weitere Studienreisen nach Frankreich und Italien fanden 1924, 1926 und 1930 statt. Mařatka liegt auf dem Friedhof Olšany begraben.

## Werke

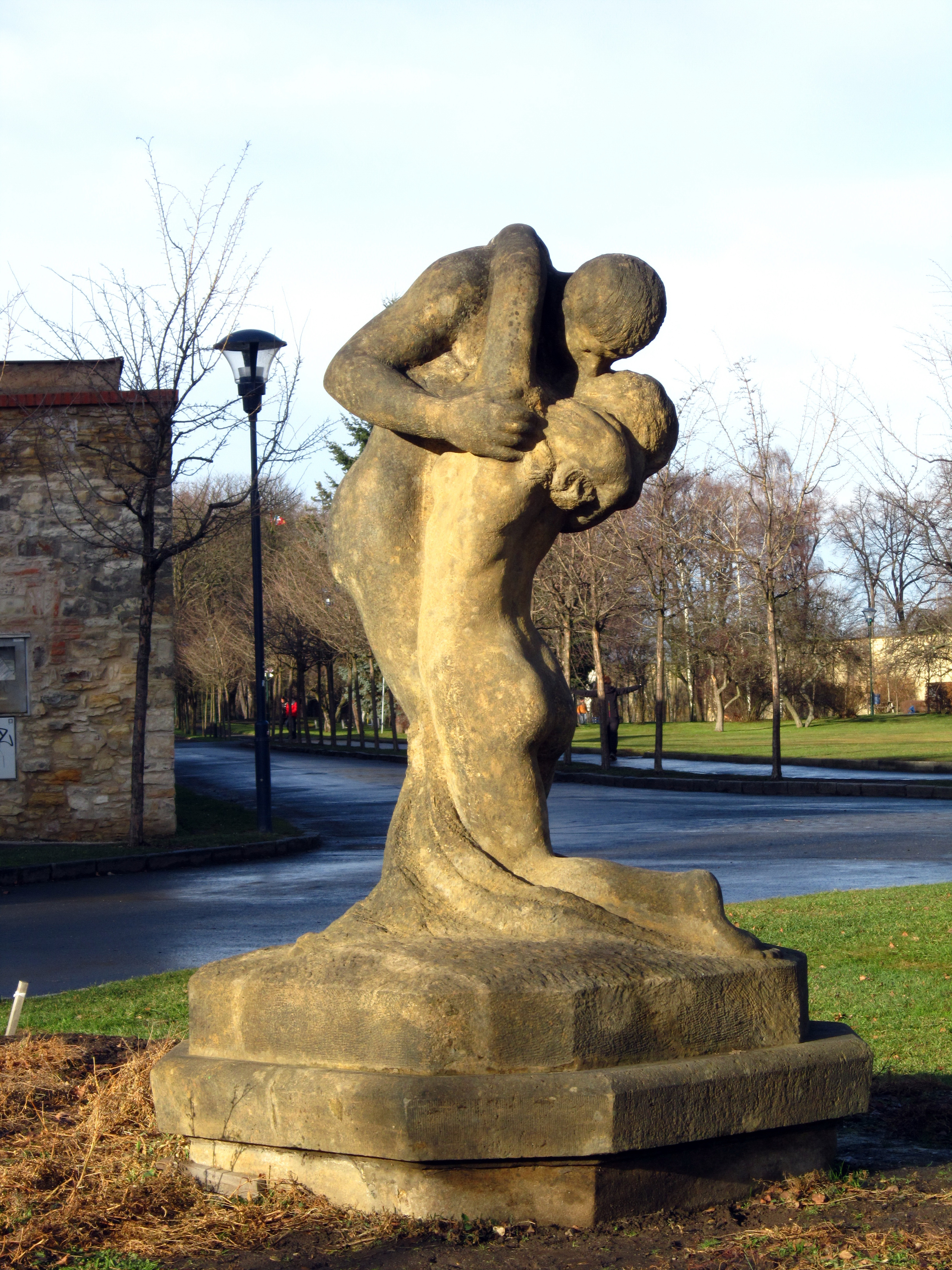
Der Kuss (1921), Petřín
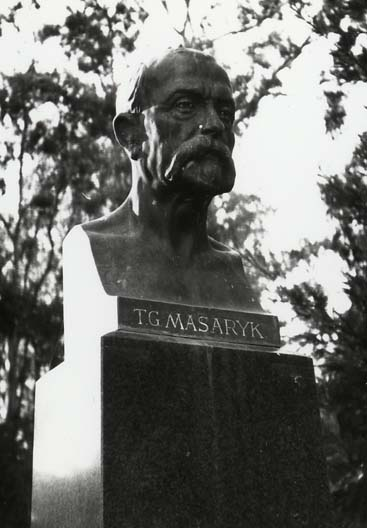
T. G. Masaryk, San Francisco (1926)
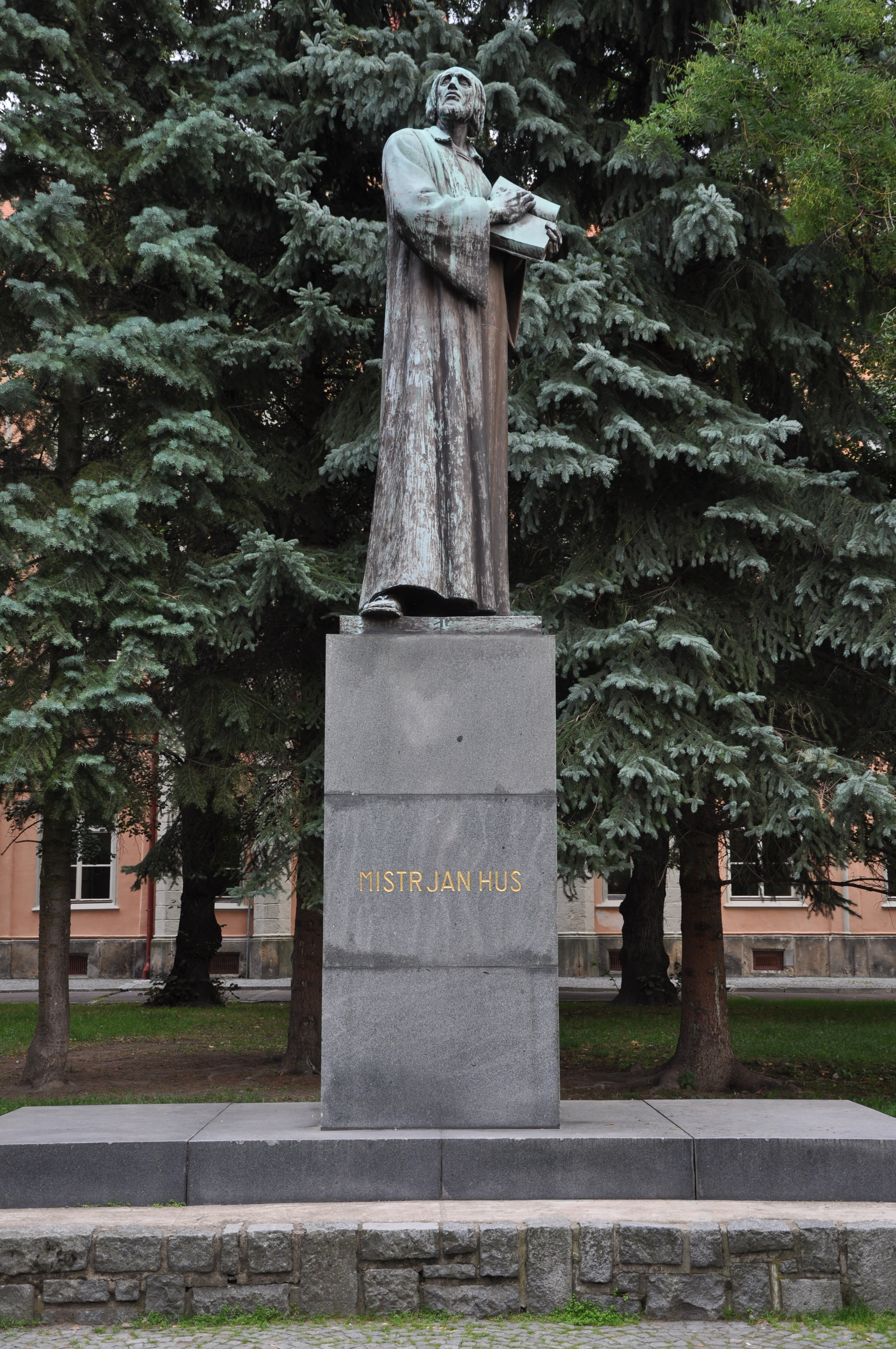
Jan Hus, Chrudim (1930)
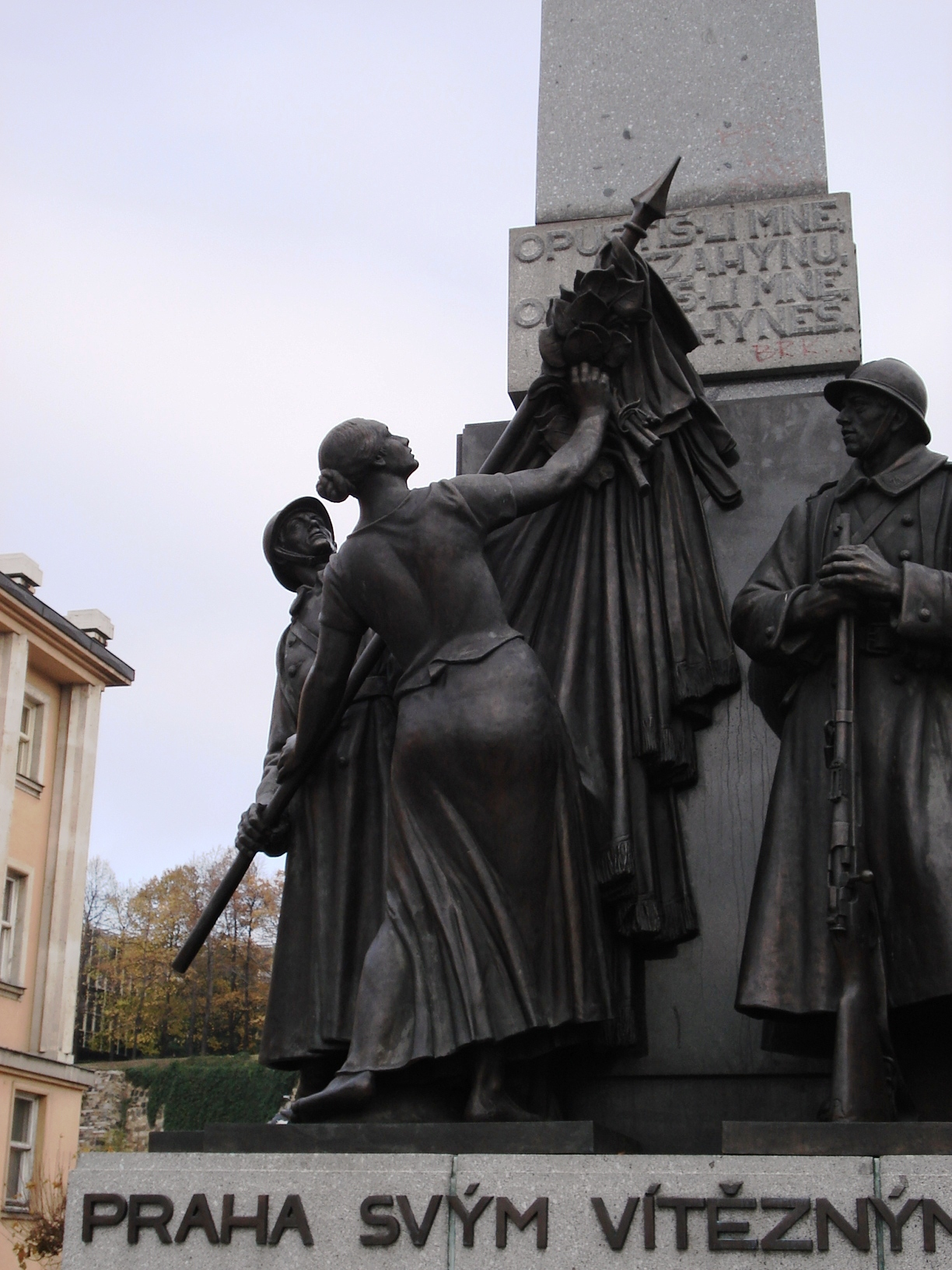
Prag seinen siegreichen Söhnen (1932)
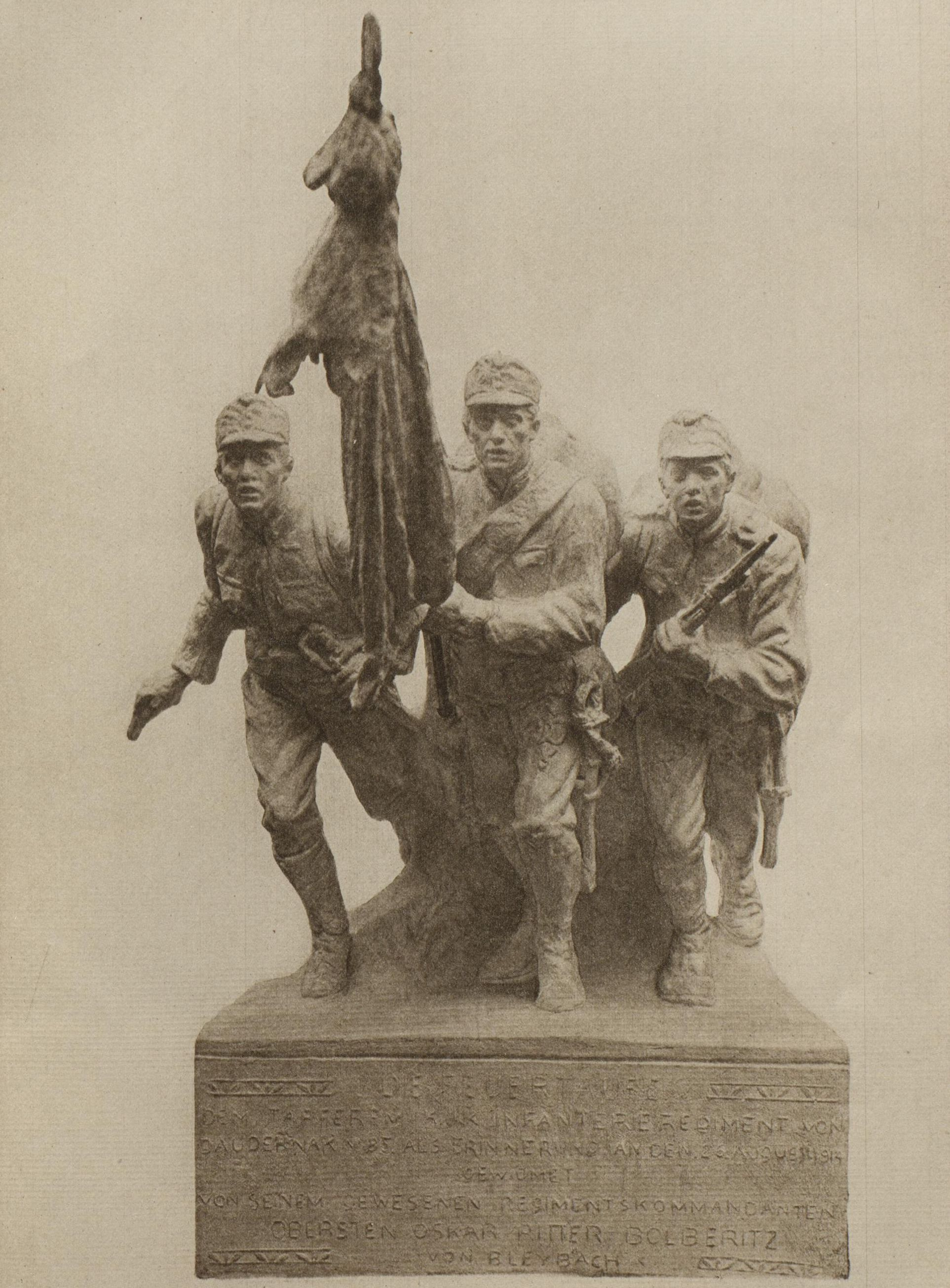
Denkmal „Die Feuertaufe“, 1917